# Осман Джикіч
Осман Джикіч ( серб. кир.: Осман Ђикић ; 7 січня 1879 - 30 березня 1912) - боснійський поет і драматург. Він народився в Боснії і був  сербом-мусульманином.

## Біографія
Осман Джикіч народився в Мостарі 7 січня 1879 р. в  родині середнього класу Ахмета Джикіча (1858–1918) та матері Хани (уроджена Курт; померла в 1908 р.). Він успішно закінчив початкову школу в Мостарі, а також п'ять років середньої школи в Мостарській гімназії, перш ніж був виключений за публічну підтримку сербського націоналізму. Він переїхав до Белграда,  щоб закінчити освіту, потім  переїхав до Стамбула, де закінчив середню школу.  Відвідував та закінчив Нову Віденську комерційну академію у Відні.
Осман Джикіч одружився з сербською актрисою Зорі Топалович у Відні в 1905 році.
Після закінчення університету Джикіч працював касиром у Загребі, Брчко та Мостарі. Пізніше він був редактором газети  "Єдність" та публікував статті в "Босансько -герцеговацькому віснику".

### Письменницька діяльність
Осман Джикіч був відомим поетом і драматургом у Боснії. Вперше він опублікував свої вірші в боснійських газетах, таких як " Бехар" ("Цвіт"), " Босанська віла" ("Боснійська фея") та " Зора" ("Світанок"). Одна з його перших збірок віршів була опублікована в 1900 р.  Ця збірка відома як " Побратимство" ("Альянс").  Критика  заборонила Джикічу продовжувати публікувати свої літературні твори в "Бехарі".
Пізніше Джикіч самостійно опублікував дві збірки віршів: Muslimanskoj mladeži ("Мусульманській молоді") в Дубровнику в 1902 році та Ašiklije (Закохані) в Мостарі в 1903 році.
Як фольклорист, Джикіч збирав традиційні народні пісні з Мостару та сусіднього Стола. Згодом він скомпонував  народні пісні до збірки у 5000 віршів, видав  і передав її Сербській королівській академії.
Як драматург Джикіч написав три драми: «Златія», яка була опублікована в 1906 році; «Стана», що виходила в 1906 році; і Мухаджір ("Біженець"), яка була опублікована в 1909 році.

### Політична діяльність
Джикіч переїхав до Сараєво в 1909 році, таємно приєднався до Мусульманської національної організації, яка допомагала бідним студентам-мусульманам. У 1909 році  його призначили секретарем Гаджера  та редактором  журналу. 
Осман Джикіч був глибоким прихильником сербського націоналізму,  єдиної південно-слов'янської держави (Югославії). Він виступав за співпрацю між боснійськими мусульманами та боснійськими православними християнами. У 1910 році він створив опозиційний політичний журнал  "Автономія", де працював головним редактором.

### Смерть
Джикіч помер від туберкульозу 30 березня 1912 року у віці 33 років. Похований на цвинтарі Великого Гарему в районі Каріна Мостара.  Його дружина Зора також померла від туберкульозу незабаром після цього, 14 вересня 1912 р. 
У 1936 р. белградський архітектор Олександр Дероко спроектував та побудував мавзолей у псевдо-мавританській архітектурі  для Джикіча. Однак останки Джикіча були згодом передані в тюрбе, де над його могилою був побудований саркофаг. Під час Другої світової війни усташі зруйнували тюрбе, але згодом його було реконструйовано.    У 1993 році воєнізовані хорватські сили, відомі як Хорватські сили оборони підірвали тюрбе.  В результаті вибуху відбулося руйнування саркофага. Після війни тюрбе повністю відновлений.

## Спадщина
Югославський уряд допоміг у 1923 р. створити незалежну в  культурну організацію Осман-Джикіч-Гайрет і одночасно заснував у Белграді студентський будинок з такою ж назвою для боснійських мусульман.

## Твори
Збірки поезій
- Побратимство, 1900
- Муслиманской моложі, 1902
- Ашікліє, 1903 рік

Драми
- Златія, 1906 рік
- Стана, 1906 рік
- Мухаджир, 1909 рік